# François-Philippe Charpentier
François-Philippe Charpentier (* 3. Oktober 1734 in Blois; † 22. Juli 1817 ebenda) war ein französischer Erfinder und Kupferstecher.
François-Philippe Charpentier erlernte in Paris die Kupferstecherkunst und erfand die getuschte Manier im Kupferätzen, verkaufte aber sein Geheimnis dem bekannten Archäologen und Kunstsammler Anne-Claude-Philippe, Comte de Caylus.
Seine Erfindung verschaffte ihm eine Wohnung im Louvre und den Titel eines königlichen Mechanikers. Als solcher machte er vielfache mechanische Entdeckungen und Versuche: Er schmolz mit dem Brennspiegel Metalle, verbesserte die Laternen der Leuchttürme und Kriegsschiffe, erfand Feuerspritzen, Maschinen zum Bohren von Kanonen, zum Gravieren von Zeichnungen für Spitzenfabriken, zum gleichzeitigen Schneiden mehrerer Platten auf einmal und zum Bohren von sechs Flintenrohren.  Für letztere erhielt er das Direktorium des Atelier de perfectionnement.